# Alchemilla pogonophora
Alchemilla pogonophora é uma espécie de rosácea do gênero Alchemilla, pertencente à família Rosaceae.